# L'uomo che scoprì il tempo
L'uomo che scoprì il tempo. James Hutton e l'età della terra è un saggio di Jack Repcheck.
Questo saggio racconta gli albori della geologia e di come James Hutton abbia sviluppato una teoria scientifica che, staccandosi dalla ortodossia cattolica (o meglio cristiana), assegnava alla Terra un'età molto superiore ai canonici 6000 anni definiti dei libri dell'Antico Testamento.

## Descrizione del libro
Il libro, per stessa ammissione dell'autore, cerca di rendere omaggio allo scienziato James Hutton che, pur avendo posto le basi della moderna geologia, è conosciuto e apprezzato quasi solamente dagli addetti ai lavori. Nel libro l'autore si avvia in una lunga escursione temporale che parte dalla genesi delle prime datazioni della terra e si conclude con l'affermazione della teoria di Hutton, quasi un secolo dopo la sua morte. 
Il libro, pur essendo scritto con un taglio discorsivo e informale, mantiene e non snatura gli aspetti scientifici della teoria. Le nozioni fondamentali alla comprensione della teoria di Hutton vengono spiegate in modo semplice ma efficace. L'autore descrive la vita di Hutton e le tappe fondamentali della sua vita che lo hanno portato a formulare la sua teoria sulla continua mutazione della terra.

## La teoria di Hutton
La teoria di Hutton parte dal presupposto che la terra sia costantemente in mutamento per via dei fenomeni di erosione e che questi siano compensati da lentissimi ma costanti innalzamenti. Questa teoria prevede per la sua applicazione tempi più che biblici e quindi, al tempo della sua enunciazione, non era conciliabile con la teoria basata sui testi sacri del cristianesimo (soprattutto cattolico e anglicano) che invece assegnava alla terra un'età di circa 6000 anni. La teoria di Hutton è anche la prima che non richiedeva l'intervento di cataclismi per modellare i profili dei continenti e spiegare la presenza di fossili marini sulle cime delle montagne.

## Periodo storico
Il libro oltre a descrivere la teoria e la vita di Hutton cerca di inquadrarlo nel suo periodo storico. Hutton ha vissuto per lungo tempo a Edimburgo. La città in quel periodo viveva una notevole attività intellettuale e Hutton si avvantaggiò di questa attività intellettuale infatti poté confrontarsi con diversi scienziati che lo aiutarono a perfezionare e rendere solida la sua teoria. Il libro affronta anche l'evoluzione della storia dopo la morte di Hutton quando la teoria venne difesa dai suoi amici contro gli attacchi dei geologi che non credevano in una storia che potesse contrastare in maniera così aperta con le antiche scritture. Infine il libro fa un excursus su Charles Darwin.

## Charles Darwin
Darwin conosceva la teoria di Hutton dato che un suo docente prima di partire per le Galápagos gli aveva regalato una copia di un libro che spiegava la teoria. Inizialmente Darwin era scettico sulla nuova teoria ma le particolari conformazioni geologiche che ebbe modo di vedere durante il suo viaggio lo resero molto più incline alla teoria di Hutton. Darwin vide delle conformazioni che non potevano essere spiegate con le teorie accreditate ma che la teoria Huttoniana era in grado di spiegare con semplicità ed eleganza. Mentre sviluppava la sua teoria dell'evoluzione si rese rapidamente conto che i 6000 anni della genesi non erano sufficienti e che al contrario per spiegare le mutazioni per selezione naturale servivano centinaia di migliaia di anni se non milioni e quindi divenne un fervente sostenitore di Hutton. 

## Conclusioni
Il libro infine narra di come le prove di laboratorio e nuove scoperte geologiche dimostrarono palesemente l'erroneità delle teorie collegate alla Genesi e permisero alla teoria huttoniana di imporsi. Sebbene con il tempo alcune delle convinzioni di Hutton si siano rivelate errate, o quantomeno parziali, in sostanza l'impianto teorico delle teoria sopravvisse e si dimostrò fondamentalmente corretto. Infine, la teoria della tettonica a zolle forni il complemento che mancava alla teoria e spiegò la formazioni delle catene montuose e la costante attività dei vulcani e terremoti.

## Edizioni
- Jack Repchech, L'uomo che scoprì il tempo. James Hutton e l'età della terra, traduzione di Stefano Moriggi, collana Scienza e Idee, Raffaello Cortina Editore, 2004,  p. 233, ISBN 88-7078-864-4.